# Attenboroughctena
Attenboroughctena es un género de ctenóforos de la familia Pleurobrachiidae que contiene la única especie Attenboroughctena bicornis.
Fue nombrado en 2020 en honor al naturalista británico Sir David Attenborough, renombrando a Ceroctena que ya existía como género para unas polillas de la familia Erebidae.
Se encuentra en el mar Mediterráneo.